# Noddi bleu
Anous ceruleus
Espèce
Synonymes
- Procelsterna cerulea

Statut de conservation UICN

 LC  : Préoccupation mineure
Le Noddi bleu (Anous ceruleus, anciennement Procelsterna cerulea) est une espèce d'oiseau appartenant à la famille des Laridae.

## Taxinomie
D'après la classification de référence (version 14.1, 2024) de l'Union internationale des ornithologues, le Noddi bleu possède 5 sous-espèces (ordre philogénique) :
- Anous ceruleus saxatilis (Fisher, WK, 1903) — Minamitori et îles Marshall à Hawaï ;
- Anous ceruleus nebouxi (Mathews, 1912) — centre pacifique ;
- Anous ceruleus ceruleus (Bennett, FD, 1840) — Kiritimati et îles Marquises ;
- Anous ceruleus teretirostris (Lafresnaye, 1841) — Tuamotu ;
- Anous ceruleus murphyi (Mougin & Naurois, 1981) — îles Gambier.